# Donatella Di Pietrantonio
Donatella Di Pietrantonio (Arsita, 5 gennaio 1962) è una scrittrice italiana.
È divenuta nota al grande pubblico grazie al suo romanzo L'Arminuta, vincitore del Premio Campiello nel 2017. Nel 2024 ha vinto il Premio Strega con il romanzo L'età fragile.

## Biografia
Nata ad Arsita, in provincia di Teramo, Di Pietrantonio si è poi trasferita per studio a L'Aquila dove, nel 1986, si è laureata in Odontoiatria nella locale Università; quindi, si è stabilita a Penne, in provincia di Pescara, dove ha esercitato la professione di dentista pediatrica.
Ha avuto tra i suoi insegnanti la professoressa Antonietta Perilli, madre del cantautore Mimmo Locasciulli, che ha omaggiato nel 2017 ispirandosi a lei per il personaggio dell'omonima professoressa nel suo romanzo L'Arminuta.
Ha esordito come scrittrice nel 2011 con il romanzo Mia madre è un fiume, ambientato nella sua terra natale, e che racconta l'evoluzione del rapporto fra una donna e la madre anziana, affetta da Alzheimer.
Nel 2013, pubblica il suo secondo romanzo, Bella mia, dedicato e ambientato all'Aquila. L'opera, il cui tema è basato sul terremoto del 2009 e sulle sue conseguenze, vince il Premio Brancati nel 2014.
Il suo terzo romanzo, L'Arminuta, anch'esso ambientato in Abruzzo, ma negli anni Settanta, esce nel 2017. Il titolo è un termine dialettale, traducibile letteralmente in «la ritornata», e il libro ha come protagonista una ragazzina di tredici anni, che torna dalla madre biologica dopo essere stata abbandonata da piccola e adottata da un'altra famiglia. L'Arminuta vince il Premio Campiello nello stesso anno, e riscuote un notevole successo di pubblico, vendendo più di 400 000 copie e venendo tradotto in più di 30 lingue. Dal romanzo è stato tratto, nel 2019, uno spettacolo teatrale prodotto dal Teatro Stabile d'Abruzzo, mentre nel 2021 è stato distribuito nelle sale un film omonimo, diretto da Giuseppe Bonito. Di Pietrantonio ha partecipato direttamente alla scrittura della sceneggiatura di quest'ultimo film, insieme a Monica Zapelli: le due hanno poi vinto il David di Donatello per la migliore sceneggiatura adattata nel 2022.
Nel 2020, pubblica per Einaudi il suo quarto romanzo, Borgo Sud, sempre ambientato in Abruzzo e considerato il seguito de L'Arminuta, in quanto riprende le storie delle due sorelle protagoniste del precedente romanzo, diventate nel frattempo adulte. L'opera viene selezionata fra i cinque finalisti dell'edizione 2021 del Premio Strega, classificandosi al secondo posto.
Nel 2023 pubblica per Einaudi il suo quinto romanzo, L'età fragile, di ambientazione ancora abruzzese e incentrato sul tema della violenza di genere. L'anno seguente, l'opera si aggiudica il Premio Strega Giovani, per poi ottenere la vittoria finale al Premio Strega.

## Opere

### Romanzi
- Mia madre è un fiume, Elliot Edizioni, 2011, ISBN 978-88-6192-161-0.
- Bella mia, Elliot Edizioni, 2013, ISBN 978-88-6192-434-5. (Einaudi, Torino 2018, ISBN 978-88-06-23799-8.)
- L'Arminuta, Einaudi, Torino 2017, ISBN 978-88-584-2485-8.
- Borgo Sud, Einaudi, Torino 2020, ISBN 9788806244781.
- L'età fragile, Einaudi, Torino 2023, ISBN 9788806255787.

### Racconti
- Lo sfregio, Granta Italia n. 2, Rizzoli, 2011, ISBN 978-88-17-05329-7
- Sbam!, Mondadori, Milano 2017. ISBN 978-88-04-68543-2

## Riconoscimenti
- 2012 - Premio John Fante Opera Prima per Mia madre è un fiume[20]
- 2014 - Premio Brancati per Bella mia[21]
- 2017 - Premio Campiello,[2] Premio Napoli,[22] Premio Alassio Centolibri - Un autore per l'Europa[23] e Premio Segafredo Zanetti per L'Arminuta[24]
- 2020 - Premio letterario internazionale di narrativa "Città di Penne" per Bella mia[25]
- 2021 - Premio letterario Basilicata (sezione "Narrativa") per Borgo Sud[26]
- 2022 - David di Donatello per la migliore sceneggiatura adattata (con Monica Zapelli) per L'Arminuta[13]
- 2024 - Premio Strega Giovani e Premio Strega per L'età fragile[3]